# Терво
Терво (фін. Tervo) — громада в провінції Північна Савонія, губернія Східна Фінляндія, Фінляндія. Загальна площа території — 494,23 км, з яких 146,52 км² — вода.

## Демографія
На 31 січня 2011 в громаді Терво проживало 1710 чоловік: 895 чоловіків і 815 жінок.
Фінська мова є рідною для 98,83% жителів, шведська — для 0,06%. Інші мови є рідними для 1,11% жителів громади.
Віковий склад населення:
- до 14 років — 10,7%
- від 15 до 64 років — 61,05%
- від 65 років — 28,01%

Зміна чисельності населення за роками:  
| Рік  | Чисельність |
| ---- | ----------- |
| 1980 | 2363        |
| 1990 | 2232        |
| 2000 | 1994        |
| 2010 | 1706        |
| 2011 | 1710        |

## Відомі уродженці і жителі
- Марко Хієтала (нар. 1966) — бас-гітарист, вокаліст фінських симфо-метал груп Nightwish і Tarot.

## Див. також

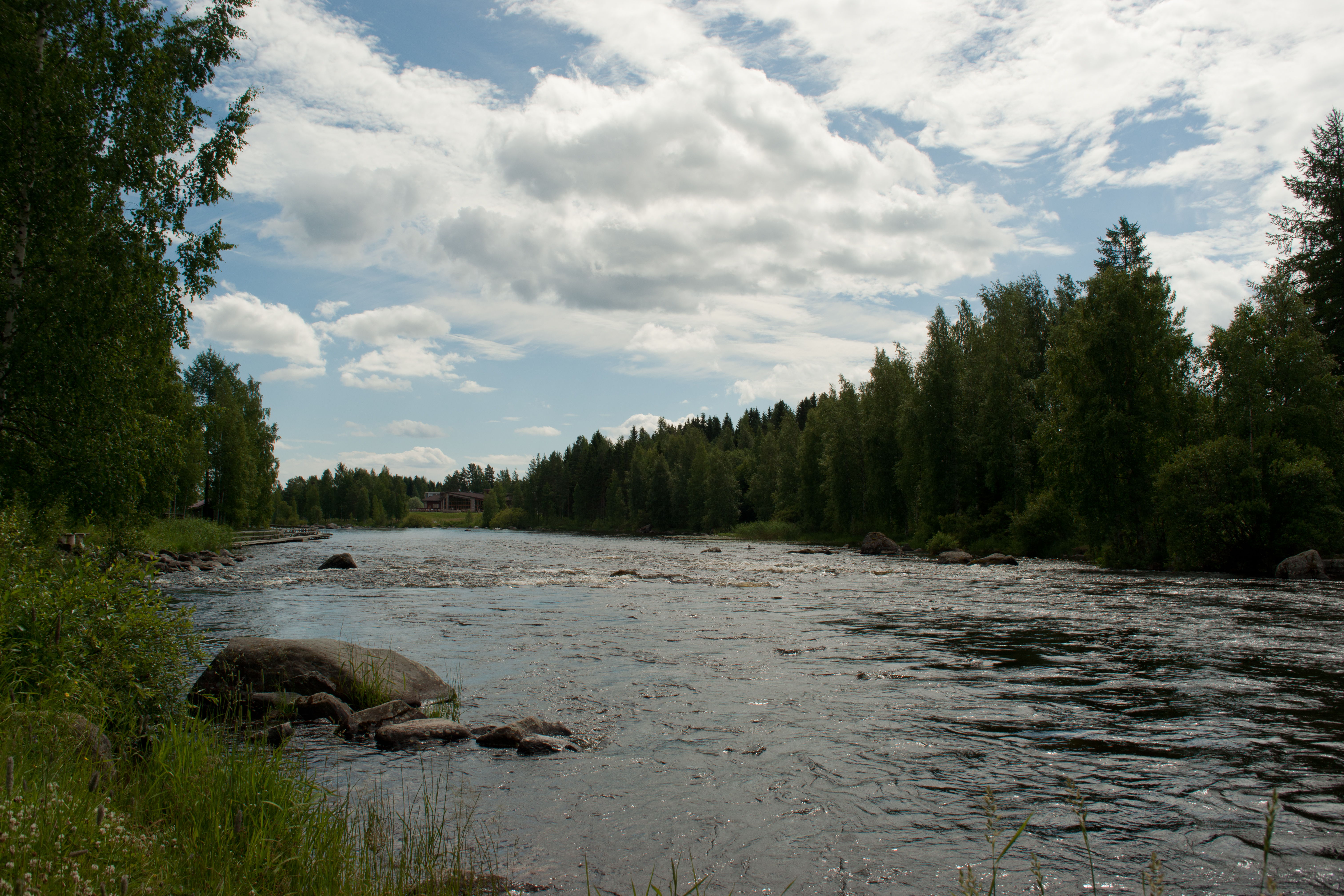
Айскоскі
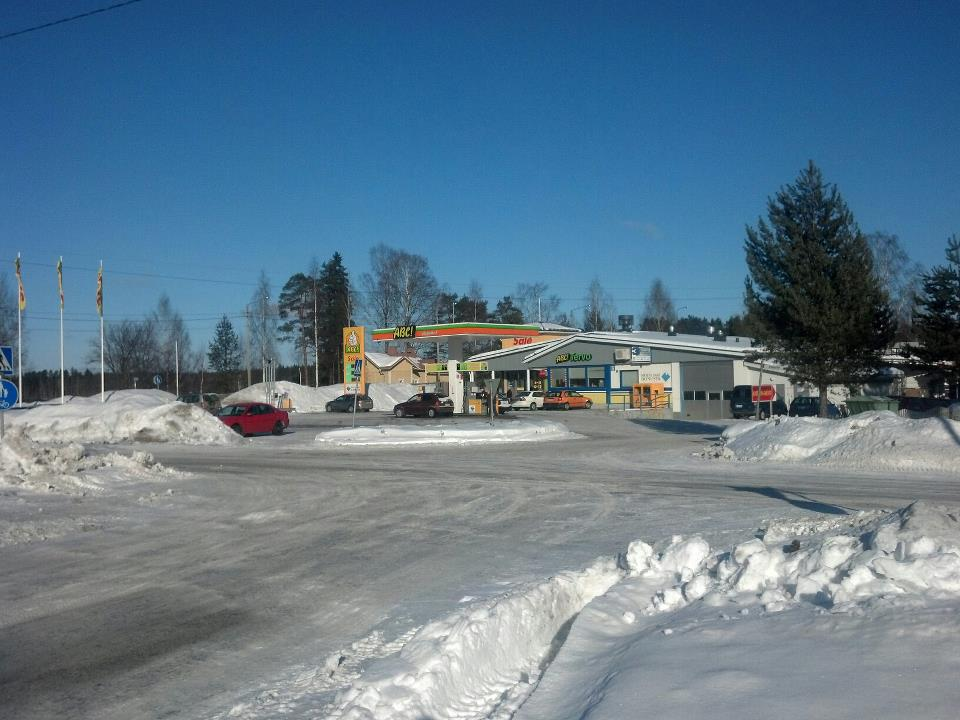
ABC — комерційний центр Терво.
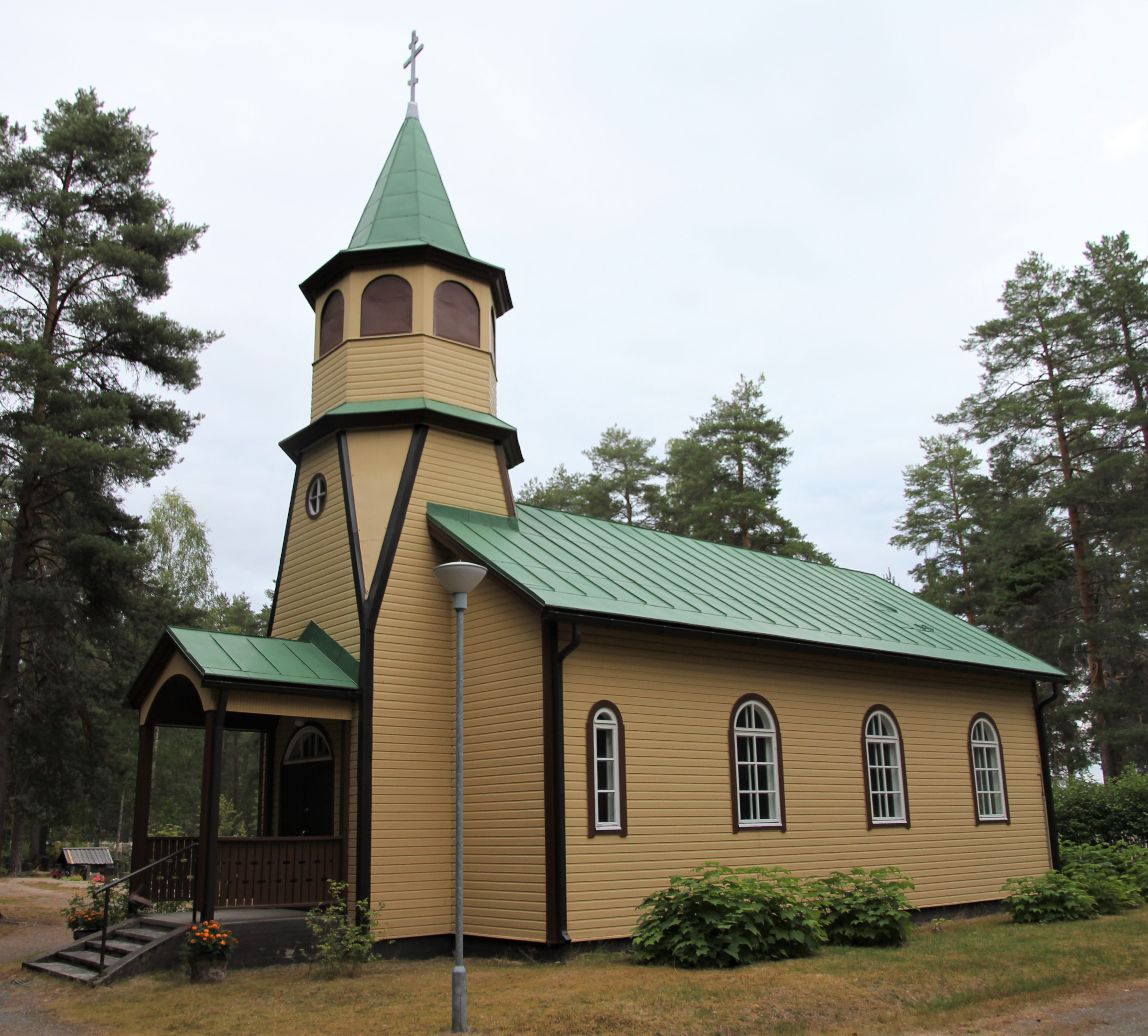
Молитовний зал святого Іллі, пророка Терво, в Православній церкві Рауталаммі.